# ماون
مأموریت تکامل مواد فرار و جو مریخ (انگلیسی: Mars Atmosphere and Volatile EvolutioN Mission) که به اختصار ماون (MAVEN) نامیده می‌شود، کاوشگر فضایی است که به منظور مطالعه جو مریخ به هنگام گردش در مدار آن طراحی شده است. هدف مأموریت این کاوشگر تعیین وضعیت آب و جو مریخ است که گمان می‌رود در گذشته دارای میزان قابل توجهی بوده و به مرور زمان از بین رفته است.
کاوشگر ماون در ۱۸ دسامبر ۲۰۱۳ توسط موشک اتلس ۵ به فضا پرتاب شد. این کاوشگر در ۲۲ سپتامبر ۲۰۱۴ به مریخ رسید و در ارتفاع ۱۵۰ کیلومتری سطح سیاره در مدار قرار گرفت.